# Ferdinand Blumentritt
Ferdinando Blumentritt (Praga, 10 settembre 1853 – Litoměřice, 20 settembre 1913) è stato un etnografo, educatore e scrittore austro-ungarico.
È noto nelle Filippine per la sua stretta amicizia con lo scrittore e propagandista José Rizal, la numerosa corrispondenza tra i due forniscono un riferimento vitale per gli storici e gli studiosi di Rizal, tra cui la sua ultima lettera dalla prigione prima dell'esecuzione.

## Biografia
Blumentritt nacque a Praga (ora Repubblica Ceca, allora la capitale del Regno di Boemia nell'ex Impero austro-ungarico). È nipote dello scrittore ungherese Ferenc Virághalmi.
Blumentritt scrisse notevolmente soprattutto sulle Filippine, anche se non lo ha mai visitata, con il corrispondente José Rizal, che poi diventò eroe nazionale. Blumentritt diventò uno dei confidenti più vicini di Rizal, anche se si incontrarono solo una volta. Ha tradotto il primo libro di quest'ultimo, Noli me tangere, in tedesco e scrisse la prefazione nel secondo libro di Rizal, El filibusterismo, anche se era tutto altro rispetto alla pubblicazione originale.
Blumentritt morì a Litoměřice (tedesco: Leitmeritz), in Boemia.
Divenne noto soprattutto nelle Filippine, infatti per i parchi possiamo trovare statue relative a lui e nomi di quartieri o strade in suo nome; vi citiamo tra questi: la strada Blumentritt, la stazione LRT di Blumentritt, la stazione ferroviaria di Blumentritt, il supermercato Blumentritt.

## Opere
- Alphabetisches Register der Reifeprüfungsvorschriften. Leitmeritz, 1909
- Alphabetisches Verzeichnis der gebräuchlichsten Aquarellfarben. Leitmeritz. 1910
- America and the Philippines (1900)
- Die Chinesen auf den Philippinen. Leitmeritz, 1879
- Diccionario mitologico de Filipinas. Madrid, 1895
- Einige Manuskripte aus dem 17. und 18. Jahrhundert. Leitmeritz, 1904
- Einiges über Juan Valera. Leitmeritz, 1894
- Introduction to the Noli me tangere of Rizal. Barcelona, 1889
- Introduction to the Sucesos de las islas Filipinas di Antonio de Morga, annotato da Rizal. Parigi, 1890
- Die Erdbeben des Juli 1880 auf den Philippinen
- Die Goldfundstellen auf den Philippinen und ihre Ausbeutung
- Holländische Angriffe auf die Philippinen im 16., 17., und 18. Jahrhundert. Leitmeritz, 1880
- Das Kaiserbild. Leitmeritz (), 1899
- J. C. Labhart-Lutz. Ein Nachruf. Leitmeritz, 1889
- Die Philippinen. Eine übersichtliche Darstellung der ethnographischen und historischpolitischen Verhältnisse des Archipels. Hamburg, 1900
- Die Sprachgebiete Europas am Ausgange des Mittelalters, verglichen mit den Zuständen der Gegenwart. Prague, 1883
- Strömungen und Gezeiten an der Küste von Mindanao.
- Der "Tratado Anonimo" über den Aufstand der Cumuneros gegen König Carl V. Leitmeritz, 1878
- Versuch einer Ethnographie der Philippinen. Gotha, 1882
- Vocabular einzelner Ausdrücke und Redensarten, welche dem Spanischen der philippinischen Inseln eigenthümlich sind. Leitmeritz, 1882, 1883–1884|8, 1885|5.

## Letteratura
- Jindřich Tomas: Jose Rizal, Ferdinand Blumentritt and the Philippines in the New Age. The City of Litomerice: Czech. Publishing House Oswald Praha, 1998.
- Johann Stockinger: „Ich interessiere mich von jeher nur für die spanischen Colonien“ – Neueste Erkenntnisse für die Blumentritt-Forschung aus der Korrespondenz mit Hugo Schuchardt. (Wien, 1998)
- The Dapitan Correspondence of Dr.Jose Rizal and Dr. Ferdinand Blumentritt. Compiled by Romeo G. Jalosjos. The City Government Dapitan City: Philippines, 2007. ISBN 978-971-93553-0-4.
- Harry Sichrovsky: Der Revolutionär von Leitmeritz. Ferdinand Blumentritt und der philippinische Freiheitskampf . Wien: Österr. Bundesverl., 1983. ISBN 3-215-04989-9
- Harry Sichrovsky: Harry Sichrovsky: Ferdinand Blumentritt: An Austrian Life for the Philippines. Manila, 1987.
- Lea Blumentritt-Virághalmy, Egy szudétanémet nagypolgár európai és délkelet-ázsiai kapcsolathálója. Szentendre, 1999) /Resume/
- Lea-Katharina Steller (née Blumentritt-Virághalmy): Ferdinand Blumentritt /1853-1913/. In: Series of the Collections for Research into Sudeten German Minority. I.. Szentendre, 2006. Szentendre, 2006.
- Lea-Katharina Steller (née Blumentritt-Virághalmy), Ferdinand Blumentritt In: Unitas, a scholarly publication of the University of Santo Tomas. Ed. I. C. Abaño OP. Manila, 2006/Dezember.
- Harry Sichrovsky: "Blumentritt and Rizal. The Austrian Friend behind the Philippine National Hero." Austromedia Corp, Makati 2011 (152 pages), ISBN 978-971-95152-0-3